# Himmelsmechanik
Die Himmelsmechanik beschreibt als Teilgebiet der Astronomie die Bewegung astronomischer Objekte im Weltraum aufgrund physikalischer Theorien mit Hilfe mathematischer Modellierung. So ist die Beschreibung der Planetenbewegung durch die Keplerschen Gesetze eine mathematische Modellierung, die in der Folge durch die Newtonsche Mechanik theoretisch begründet wurde. Der Begriff Astrodynamik (auch Bahnmechanik) wird manchmal synonym gebraucht, bezeichnet aber speziell die Bewegung künstlicher Raumflugkörper, insbesondere Raumfahrzeuge und Satelliten, einschließlich deren Bahnmanöver, im Gravitationsfeld einzelner Himmelskörper. Das Erstellen tabellarischer Übersichten der Bewegung astronomischer Objekte wird als Ephemeridenrechnung bezeichnet.
Die modellierte Bewegung der Objekte ist die Lösung von Bewegungsgleichungen, die alle einwirkenden gravitativen Kräfte, Trägheitskräfte, aber auch Störungskräfte wie Strahlungsdruck, eventueller Restluftwiderstand des Zentralkörpers oder relativistische Bewegungskorrekturen berücksichtigt. Die Bewegungsanalyse erfolgt in unterschiedlichen, angepassten Koordinaten- und Zeitsystemen und hängt daher eng mit der Astrometrie zusammen.

## Entwicklung

### Altertum und Mittelalter
Am Anfang der Himmelsmechanik steht die Vorhersage der Bewegung der Planeten, zu denen ursprünglich nicht die Erde, aber Sonne und Mond gezählt wurden.
Die Ersten, die aus bereits recht genauen Beobachtungen dieser Bewegungen Regelmäßigkeiten ableiteten, waren wahrscheinlich ab dem 3. Jahrtausend v. Chr. die Bewohner Mesopotamiens. Dies ist in späteren Keilschrifttexten der Babylonier und Assyrer überliefert, beispielsweise den Venus-Tafeln des Ammi-saduqa. Zu ihren Erkenntnissen zählt auch die Entdeckung der Regelmäßigkeit im Auftreten von Sonnen- oder Mondfinsternissen, die heute als Saroszyklus bekannt ist. Den Ägyptern gelang ebenfalls schon im 3. Jahrtausend v. Chr. durch Beobachtung der heliakischen Aufgänge des Sirius eine Bestimmung der Jahreslänge mit 365,25 Tagen, die in Europa bis zur Einführung des gregorianischen Kalenders in der Neuzeit Bestand hatte.
Den nächsten großen Schritt vollzogen die Griechen durch Entwicklung mathematischer Methoden und Modelle. Mit geometrischen Methoden bestimmte Eratosthenes im 3. Jahrhundert v. Chr. den Umfang der Erde mit 252.000 Stadien bzw. dem 50-fachen der Entfernung von Alexandria und Assuan, also 41.750 km, was dem tatsächlichen Wert (40.075 km am Äquator) sehr nahekam. Hipparchos im 2. Jahrhundert v. Chr. berechnete die Entfernung des Mondes mit 30 Erddurchmessern (= 382.260 km), was mit der heute gemessenen mittleren Entfernung von gut 384.000 km ebenfalls fast übereinstimmt. Außerdem entdeckte Hipparchos aufgrund des Vergleichs mit älteren Messungen die Präzession des Frühlingspunktes, eine Erscheinung, die durch ein Taumeln der Erdachse im Lauf von über 25.000 Jahren entsteht.
Mitte des 2. Jahrhunderts n. Chr. wurde das astronomische Wissen der Antike von Claudius Ptolemaeus zu einem detaillierten geozentrischen Weltbild ausgearbeitet (Ptolemäisches Weltbild). Sein Werk Almagest blieb für rund 1400 Jahre maßgeblich für alle praktischen Berechnungen der Bewegungen am Himmel. Das Modell geht von einer ruhenden Erde aus und weist Sonne, Mond und Planeten Bewegungen zu, die ausschließlich aus gleichförmigen Kreisbewegungen zusammengesetzt sind, weil diese nach der aristotelischen Philosophie die einzig mögliche Form der Bewegung ohne andauernden Antrieb seien. Angenäherte Übereinstimmung mit den Beobachtungen der einzelnen Planeten erzielte Ptolemäus durch die Annahme von komplizierten Bahnen bestehend aus je einem größeren Kreis (Deferent), auf dem ein (oder mehrere) kleinere Kreise umlaufen (Epizykel). Außerdem musste er ansetzen, dass die Erde nicht im Mittelpunkt der Deferenten steht, sondern etwas exzentrisch, und dass die Kreisbewegungen auf den Deferenten nur dann mit konstanter Winkelgeschwindigkeit ablaufen, wenn diese auf wieder anders gelegene Mittelpunkte bezogen werden (Äquanten). Trotz der komplizierten Konstruktion wichen die beobachteten Positionen der Planeten von den berechneten in unregelmäßiger Weise ab, oftmals um bis zu 10 Winkelminuten (das entspricht einem Drittel des Monddurchmessers).

### Kopernikanische Wende
Die Wende zum heliozentrischen Weltbild, auch als Kopernikanische Wende bezeichnet, wurde Anfang des 16. Jahrhunderts von Nikolaus Kopernikus durch seine Arbeit Commentariolus vorbereitet und 1543 durch sein Hauptwerk De revolutionibus orbium coelestium untermauert. Das Modell geht von den gleichen (zum Teil falschen) Beobachtungsdaten aus wie Ptolomäus, reiht aber die Erde unter die Planeten ein, deren Bahnen nun alle um die Sonne herumführen.
Damit erreichte Kopernikus vor allem eine starke konzeptionelle Vereinfachung, weil die ungleichmäßigen Bewegungen der Planeten, soweit sie durch die Beobachtung von der Erde aus verursacht sind, nicht mehr bei jedem Planeten einzeln modelliert werden müssen. Zudem konnten in seinem System die Abstände der Planeten von der Sonne bestimmt werden (in Einheiten des Radius der Erdbahn, der damit zur astronomischen Einheit wurde), und damit auch ihre Bahngeschwindigkeit. Erst daraus ergab sich z. B., dass mit dem Abstand die Umlaufzeit zunimmt und die Bahngeschwindigkeit abnimmt. Kopernikus blieb bei dem aristotelischen Grundgedanken, dass die Himmelskörper sich nur auf vorbestimmten Kreisbahnen bewegen würden. Eine merkliche Verbesserung der Genauigkeit konnte sich durch das kopernikanische Modell daher nicht ergeben, so dass für die Berechnung von Ephemeriden und Horoskopen auch weiterhin die auf dem ptolemäischen Modell beruhenden Tabellenwerke verwendet wurden.
Im kopernikanischen System ist die Erde vom Mittelpunkt des Sonnensystems zu einem von mehreren Planeten herabgestuft, was als einer der Auslöser des Umbruchs vom Mittelalter zur Neuzeit betrachtet wird. Die Erde spielte aber nach wie vor eine Sonderrolle. Die Erdbahn ist als einzige eine exakte Kreisbahn, in deren Mittelpunkt die mittlere Sonne ruht und sich die Bahnebenen und Apsidenlinien aller anderen Planeten schneiden.
Der aristotelische Grundgedanke der gleichförmigen Kreisbewegungen der Planeten wurde erst Anfang des 17. Jahrhunderts von Johannes Kepler aufgegeben. Mithilfe der langjährigen Beobachtungen Tycho Brahes, die viel genauer waren als bisher und sich vor allem auch über den ganzen sichtbaren Teil der Planetenbahnen erstreckten, konnte er die Form der Bahnen und die Variation der Bahngeschwindigkeit bestimmen. Er arbeitete ein Modell aus, in dem die Planeten sich auf einer Ellipse bewegen, in deren einem Brennpunkt sich die (wahre) Sonne befindet (1. Keplersches Gesetz), wobei die Bahngeschwindigkeit nach einem bestimmten Gesetz in Abhängigkeit vom Abstand zur Sonne variiert (2. Keplersches Gesetz). Die hiernach berechneten Planetenpositionen wichen von den Beobachtungen nur noch bis zu einer Winkelminute ab.

### Mechanik der Planetenbewegungen
Kepler stellte auch detaillierte Überlegungen darüber an, dass diese Bewegungen durch einen ständig von der Sonne ausgehenden Einfluss bestimmt seien. Der Sprung zur physikalischen Theorie, bei der sich die Bahnbewegungen aus einfachen Aussagen über die zwischen Körpern wirkenden Kräfte hätten mathematisch herleiten lassen, war damit aber noch nicht vollzogen. Das gelang erst Isaac Newton, der in seinem 1687 erschienenen Werk Philosophiae Naturalis Principia Mathematica („Mathematische Prinzipien der Naturphilosophie“) nicht nur den Wirkmechanismus der Gravitation formulierte, sondern auch durch die Entwicklung der Infinitesimalrechnung (von ihm Fluxionsrechnung genannt) die Werkzeuge bereitstellte, mit denen sich die aus seinem  Gravitationsgesetz resultierenden Bewegungen berechnen ließen. Nach diesen Berechnungen sind die Keplerschen Gesetze nur dann exakt gültig, wenn die Betrachtung auf jeweils nur zwei Himmelskörper beschränkt bleibt, z. B. Sonne und ein Planet. Schon für die Unregelmäßigkeiten der Mondbewegung musste er die Kräfte von Erde und Sonne berücksichtigen. Die Principia Mathematica blieben bis zum Ende des 18. Jahrhunderts das maßgebliche Standardwerk der Himmelsmechanik und der Mechanik überhaupt.
Das Newtonsche Gravitationsgesetz ermöglichte eine wesentlich genauere Berechnung der Positionen der Planeten als früher. Es gelang, die als Bahnstörungen bezeichneten Abweichungen von den Keplerschen Bahnen auf die Anziehung durch die anderen Planeten zurückzuführen. Berühmt wurde später im 19. Jahrhundert, dass aus den Bahnstörungen des Uranus auf die Existenz eines weiteren unbekannten Planeten geschlossen und dessen ungefähre Position berechnet werden konnte (s. u. Entdeckung des Neptun).
Im Anschluss an Newton wurde seine Theorie angewandt und weiter verfeinert. So konnte zu Beginn des 18. Jahrhunderts Edmond Halley durch die Untersuchung von Kometenbahnen zu dem Schluss gelangen, dass mehrere bislang beobachtete Kometen keine einzelnen Phänomene, sondern das periodische Erscheinen eines und desselben Kometen seien, nämlich des nach ihm benannten Halleyschen Kometen, dessen erneutes Auftauchen er für die Jahreswende 1758/1759 erfolgreich prognostizierte. Bei der Weiterentwicklung und Verfeinerung der himmelsmechanischen Instrumente, die Hand in Hand ging mit den Fortschritten der Mathematik, leisteten die Mathematiker Euler, Clairaut und d’Alembert bedeutende Beiträge durch ihre Arbeiten zum Dreikörperproblem, zur Störungsrechnung und zur Mondtheorie. Zusammengefasst wurden die Erkenntnisse dieser Zeit in dem monumentalen Werk Traité de mécanique céleste von Pierre-Simon Laplace.
Ein nächster großer Schritt ergab sich in Zusammenhang mit der Entdeckung des Zwergplaneten Ceres. Das Objekt war von Giuseppe Piazzi am 1. Januar 1801 entdeckt und einige Wochen verfolgt worden, verschwand dann hinter der Sonne und konnte anschließend trotz großer Bemühungen nicht wiedergefunden werden. Ab September widmete sich dann Carl Friedrich Gauß dem Problem, wobei er einen ganz neuen Ansatz der Bahnberechnung verfolgte, nämlich den, ohne irgendwelche Annahmen über Gestalt und Lage der Bahn zu machen, diejenige Keplerellipse zu finden, die den vorliegenden Beobachtungen am besten entsprach. Diese Extremwertaufgabe der Minimierung von Fehlern ist heute als Methode der kleinsten Quadrate bekannt und findet unzählige Anwendungen auch außerhalb der Himmelsmechanik. Aufgrund von Gauß’ Berechnungen konnte Ceres dann im Dezember 1801 durch Franz Xaver von Zach wiedergefunden werden.
Ein weiterer Fortschritt himmelsmechanischer Methoden ergab sich aus zunächst unerklärlichen Abweichungen in der Position des 1781 entdeckten Planeten Uranus von der zuvor bestimmten Bahn (wie weiter oben schon erwähnt). Nachdem man zunächst die Qualität älterer Beobachtungen in Zweifel gezogen, Abweichungen vom Newtonschen Gravitationsgesetz erwogen und mögliche Störungen durch einen hypothetischen Mond des Uranus untersucht hatte, setzte sich ab 1840 die Auffassung durch, dass nur Störungen durch einen bislang unentdeckten Planeten die Beobachtungen in befriedigender Weise würden erklären können. Es stellte sich nun ein komplexes Problem der „inversen“ Störungstheorie, bei dem aus den beobachteten Störungen auf die Position des störenden Körpers geschlossen werden musste. Fast gleichzeitig machten sich Urbain Le Verrier und John Couch Adams an dessen Lösung und gelangten 1845 zu ersten Ergebnissen, die einzeln aber noch keine Beachtung fanden. Erst als George Biddell Airy, seinerzeit Astronomer Royal in Greenwich, die näherungsweise Übereinstimmung der Ergebnisse von Le Verrier und Adams bemerkte, veranlasste er eine Suche. Inzwischen hatte aber Le Verrier den deutschen Astronomen Johann Gottfried Galle gebeten, nach dem vermuteten Planeten an der berechneten Position zu suchen. Galle konnte daraufhin am 23. September 1846 praktisch auf Anhieb in einer Entfernung von nur einem Bogengrad von der Vorhersage einen nicht verzeichneten Stern auffinden, der sich schon bald durch seine Bewegung als Planet herausstellte, der neu entdeckte Planet Neptun.

### Allgemeine Relativitätstheorie
Der nächste große Schritt ergab sich zu Beginn des 20. Jahrhunderts wiederum aus unerklärlichen Abweichungen, diesmal in der Bahn des Planeten Merkur. Es war nämlich festgestellt worden, dass das Perihel des Merkur sich minimal stärker veränderte (43″ pro Jahrhundert), als durch die Gravitation der Sonne und der bekannten Planeten erklärt werden konnte. Der Versuch, in gewohnter Weise auf einen unbekannten Planeten zu schließen, den man vorläufig „Vulkan“ nannte und der sich in unmittelbarer Nähe der Sonne hätte bewegen müssen, scheiterte. Erst durch Albert Einsteins allgemeine Relativitätstheorie konnte die Periheldrehung des Merkur durch die von der Sonne verursachte Raumkrümmung vollständig erklärt werden. In den folgenden Jahrzehnten wurde die Beobachtungsgenauigkeit dann derart verbessert, dass inzwischen auch bei den Bewegungen aller anderen Körper des Sonnensystems relativistische Korrekturen einbezogen werden.

### Neue Fragestellungen
Die Himmelsmechanik der Gegenwart schließlich ist gekennzeichnet sowohl durch neue Möglichkeiten als auch durch neue Probleme. Neue Möglichkeiten ergaben sich einerseits durch die Anwendung von Computern und damit eine ungeheure Steigerung der verfügbaren Rechenleistung. Probleme, die früher jahrelanges Rechnen erfordert hätten, können nun binnen Minuten in großer Genauigkeit gelöst werden. Auch die um Größenordnungen gesteigerte Leistungsfähigkeit moderner Teleskope und die Verfügbarkeit von Instrumenten im Weltraum machen heute völlig neue himmelsmechanische Phänomene sichtbar, zum Beispiel Exoplaneten und ihre Bahnen. Probleme, die früher allenfalls im Ansatz behandelbar waren, wie die Frage nach der Stabilität des Sonnensystems, die Dynamik der Entwicklung von Planetensystemen oder die Entstehung und Kollisionen ganzer Galaxien, können heute durch entsprechend leistungsstarke Computer simuliert werden.

## Klassische Texte
- Claudius Ptolemaeus: Mathematike Syntaxis. Mitte 2. Jhd.
- Nikolaus Kopernikus: De revolutionibus orbium coelestium. Nürnberg 1543.
- Johannes Kepler: Astronomia nova aitiologetos seu Physica coelestis. Prag 1609.
- Johannes Kepler: Rudolfinische Tafeln, 1627
- Isaac Newton: Philosophiae Naturalis Principia Mathematica. London 1687.
- Edmond Halley: Astronomiae Cometicae Synopsis. London 1705.
- Pierre-Simon Laplace: Traité de mécanique céleste. Paris 1798–1825.
- Carl Friedrich Gauß: Theoria motus corporum coelestium in sectionibus conicis solem ambientium („Theorie der Bewegung der Himmelskörper, die in Kegelschnitten die Sonne umlaufen“). Hamburg 1809.
- Henri Poincaré: Les méthodes nouvelles de la mécanique céleste. Paris 1892–1899.
- Carl Charlier: Die Mechanik des Himmels, Leipzig 1902–1907.